# Национальный музей доисторической эпохи
Национальный музей доисторической эпохи (фр. Musée national de Préhistoire) — французский музей, который основал в 1918 году Дени Пейрони в коммуне Ле-Эзи-де-Таяк-Сирёй, департамент Дордонь. В 2004 году музей был расширен за счёт нового здания, которое спроектировал архитектор Жан-Пьер Бюффи.
В музее представлена исключительно богатая коллекция доисторических артефактов, охватывающих период в 400 000 лет — каменные и костные изделия, бытовые предметы, доисторическое искусство, погребения, образцы доисторической флоры и фауны.

## Галерея изображений

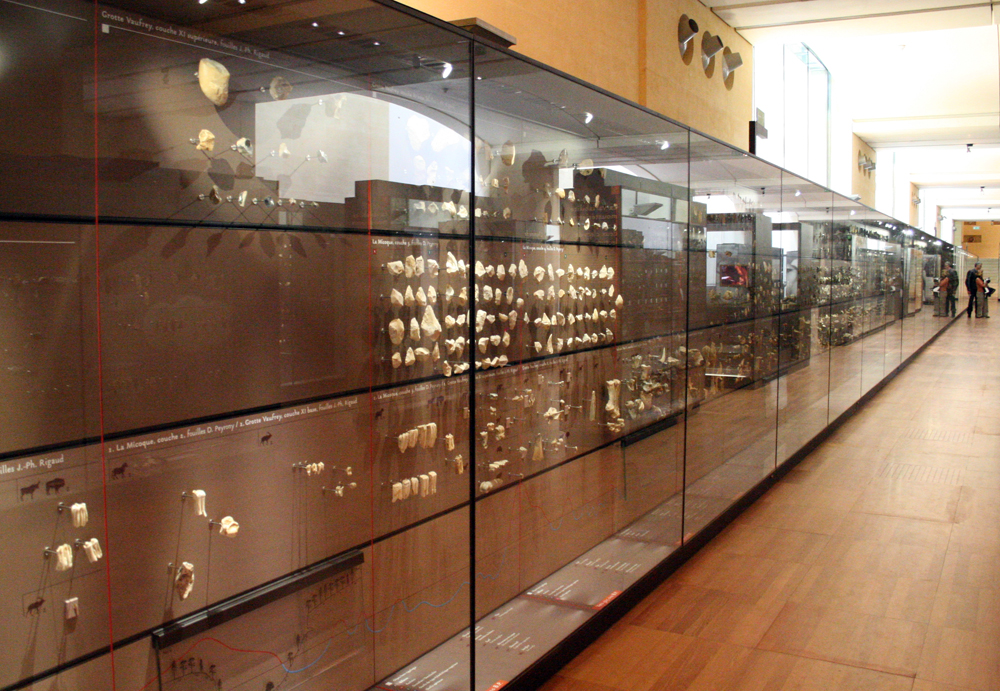
Одна из новых экспозиций
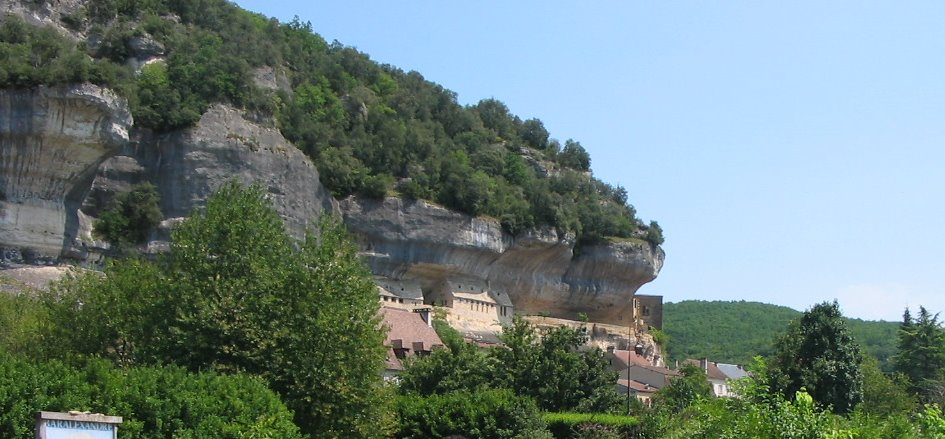
Вид снаружи. К обрыву посетители могут пройти только через здание музея.